# Rischio di coda
Il rischio di coda è il rischio di un bene o di un portafoglio di asset di registrare più di 3 deviazioni standard dal prezzo corrente in una funzione di probabilità di densità. Questo è spesso sottostimato utilizzando i normali metodi statistici per il calcolo della probabilità del cambiamento nel prezzo delle attività finanziarie.
La distribuzione normale, che può essere utilizzato per il calcolo della probabilità di cambiamenti improvvisi dei prezzi delle attività, è particolarmente incline a questo tipo di errore. Tuttavia molte, se non la maggior parte di questo tipo di analisi, sono esposte a tale errore seppure ad una scala minore.